# Gakgatla
Gakgatla è un villaggio del Botswana situato nel distretto di Kweneng, sottodistretto di Kweneng East. Il villaggio, secondo il censimento del 2011, conta 654 abitanti.

## Località
Nel territorio del villaggio sono presenti le seguenti 7 località:
- Gakgatla Lands di 44 abitanti,
- Kwakwe,
- Lwale di quattro abitanti,
- Mahatlane di nove abitanti,
- Maiphatlelo,
- Maitsankwane di quindici abitanti,
- Palebale